# March of the Eagles
March of the Eagles è un videogioco strategico in tempo reale sviluppato dalla Paradox Development Studio (Paradox Interactive) e pubblicato al pubblico il 18 febbraio 2013. Il gioco si concentra nello sviluppo del periodo compreso tra il 1805 e il 1820.

## Modalità di gioco
Il gioco permette di prendere il controllo di uno degli stati europei in epoca napoleonica, più precisamente durante le guerre napoleoniche. Come negli altri giochi della Paradox, il giocatore prende decisioni basandosi sulle forze armate, sulla sua capacità produttiva e sulla sua capacità diplomatica. Le condizioni di vittoria possono variare a seconda della nazione giocata.

### Dominio
Il gioco si apre con la Francia come potere dominante in ambito terrestre, mentre la Gran Bretagna è il potere dominante in ambito navale. Una gran parte del gioco si basa nella possibilità di formare coalizioni ed alleanze in tal modo da poter creare una situazione di potere non bilanciato. In questo senso, qualsiasi nazione può diventare uno stato dominante e rimpiazzare qualsiasi altro stato. Il controllo del territorio e delle vie marittime sono cruciali per stabilizzare il dominio di uno stato sull'altro.
A differenza degli altri giochi Paradox, in questo caso è possibile modificare la formazione che gli eserciti potranno adottare in battaglia.

### Idee
Il gioco, con il termine "Ideas", fa riferimento a tutte le possibilità ed avanzamenti tecnologici che si possono sbloccare. La capacità di sbloccare idee è determinata dagli "Idea point", sbloccabili attraverso le battaglie.

### Major Powers
Gli stati più potenti sono conosciuti come "Major Powers" e sono:
- Impero Francese
- Impero Austriaco
- Impero Ottomano
- Regno di Spagna
- Regno di Svezia
- Regno Unito
- Impero Russo
- Regno di Prussia

È possibile giocare anche una serie di stati minori.

## Sviluppo
Chris King, responsabile dello sviluppo di Victoria II e Sengoku, è stato il game designer per March Of the Eagles, originalmente chiamato Napoleon's Campaings II. Il titolo originario doveva essere una forma di continuità con Napoleon's Campaings, videogioco sviluppato dalla AGEOD nel 2007. Dopo che questa fu comprata da Paradox nel 2009, il franchise passò ad essere di proprietà di Paradox.

## Accoglienza
Il gioco ebbe un'accoglienza positiva da parte del pubblico, ricevendo un voto di 73 su 100 sul sito aggregatore di recensioni Metacritic. Malgrado ciò, con il passare del tempo, vari criticarono il fatto che, confronto ad altri titoli Paradox del genere, March of the Eagles non aveva la stessa profondità in molte meccaniche di gioco.